# Maurice Gambier d'Hurigny
Maurice Gambier d’Hurigny né dans le 18e arrondissement de Paris le 24 février 1912 et mort à Nice le 22 octobre 2000 est un sculpteur français.

## Biographie
Maurice Gambier d'Hurigny, souvent dénommé simplement Maurice Gambier, est né à Paris le 24 février 1912.
Admis à l’École nationale supérieure des beaux-arts de Paris, il est élève d'Henri Bouchard.
En 1942, il obtient le premier grand prix de Rome avec une sculpture en ronde-bosse La jeune Ève apparaît à l'aurore première.
Mussolini ayant confisqué la villa Médicis entre 1939 et 1945, l'Académie de France à Rome se replie à Nice à la villa Paradiso et ce n’est qu’en 1946 que Maurice Gambier d'Hurigny séjourne, pendant une année, à Rome, la villa Médicis étant alors dirigée par Jacques Ibert.
Après la Seconde Guerre mondiale, la Ville de Nice décide de conserver les six ateliers aménagés pour les lauréats du prix de Rome et Gambier d'Hurigny y établit son atelier.
Il est nommé  professeur à l'École Nationale des Arts Décoratifs (ENAD) de Nice (sise rue Tonduti de l'Escarène).
Il meurt à Nice le 22 octobre 2000.
Une exposition a été organisée en 2009 à la Maison du Portal à Levens en souvenir des trois artistes Luis Molné, Nicolas Akmen et Maurice Gambier.

## Œuvres
- La jeune Ève apparaît à l'aurore première, 1942, plâtre, prix de Rome de 1942[4].
- Buste de François-René de Chateaubriand, 1948, square des Missions-Étrangères (Paris)[5].
- Portrait d’homme, 1954, bronze à patine brune, édité par la Fonderie Susse[6].